# نیکولاس سئولین
نیکولاس سئولین (به پرتغالی: Nicolas Ceolin) مهاجم اهل برزیل است که در شهر Passo Fundo و در تاریخ ۱۰ آوریل ۱۹۸۶ به دنیا آمده‌است.
نیکولاس سئولین در تیم‌های فوتبال Vitória سابقهٔ حضور دارد.